# A Tragic Experiment
A Tragic Experiment è un cortometraggio muto del 1912. Il nome del regista non viene riportato nei credit del film che, prodotto dalla Reliance Film Company, aveva come interpreti, nel ruolo di due sorelle, Jane Fearnley e Gertrude Robinson.

## Trama
Hager è un vecchio chimico che, lavorando a una sua pozione, provoca l'entusiasmo di Gertrude, la figlia minore, e la diffidenza di Jane, quella maggiore. Conosciuto per caso un ricco promoter che fa innamorare di sé Gertrude, Hager gli consente di finanziargli le sue ricerche. Il contratto è redatto, ma all'insaputa di Jane. Così, quando Findlay ritorna da loro per recuperare l'unica fiala rimasta della preziosa pozione, provoca i sospetti di Jane che trova per un incidente suo padre caduto a terra apparentemente morto. Decisa a vendicarlo, minaccia con un'arma Findlay, ma arriva anche la polizia che lo arresta. La situazione si risolve con l'intervento di un medico che rianima il vecchio chimico. Tutto si chiarisce e Gertrude, che ha sempre difeso l'innocente Findlay, ora può abbracciare l'uomo che ama.

## Produzione
Il film venne prodotto dalla Reliance Film Company

## Distribuzione
Distribuito dalla Motion Picture Distributors and Sales Company, il film - un cortometraggio di una bobina - uscì nelle sale cinematografiche degli Stati Uniti il 27 marzo 1912.